# Otto 4. af Braunschweig
Otto 4. af Braunschweig eller Otto 4. af Welf (1175/1176 i Braunschweig – 19. maj 1218 i Bad Harzburg), var tysk konge, kronet til tysk-romersk kejser i 1209. Han var søn af Henrik Løve og Mathilde (1156 – 1189, datter af Henrik 2. af England).
I 1180 gik en del af hans fars welfiske jordejendom over til ham, og han fik da navnet Otto af Braunschweig. Fra barnsben blev han opdraget af sin morbror Richard Løvehjerte ved det engelske hof, i en ren fransk stil. Af natur var han ukultiveret og hidsig, modig og dumdristig.
Med støtte af England og af paven blev han i 1198 valgt til konge af Tyskland, ved et dobbeltvalg med Filip af Schwaben, og blev kronet i Aachen af ærkebiskoppen af Køln.
Da Filip blev myrdet i 1208, blev Otto kronet til tysk-romersk kejser af paven.
Men kort efter pådrog Otto sig pavens vrede og blev i november 1210 lyst i band. I stedet anerkendte paven i 1212 hohenstauferen Frederik 2. som medkonge. Dermed mistede Otto hele Syd-Tyskland. Han blev overvundet af franskmændene ved Bouvines og trak sig tilbage til Braunschweig, men fortsatte kampen mod Frankrig til sin død.

## Eksterne links
- Otto IV. på Slægten Welfs hjemmeside (tysk)

- Wikimedia Commons har flere filer relateret til Otto 4. af Braunschweig

| Otto 4.Huset WelfFødt: 1175 Død: 19. maj 1218 |                                                                                                  |                            |
| Titler som regent                             |                                                                                                  |                            |
| Foregående: Henrik 6.                         | Tysk-romersk kejser 1209–1215                                                                    | Efterfølgende: Frederik 2. |
| Foregående: Henrik 6.                         | Tysk konge (formelt: Romernes Konge) 1198–1215 med Filip (1198–1208) med Frederik 2. (1212–1215) | Efterfølgende: Frederik 2. |